# Məstan Əliyev
Məstan Aslan oğlu Əliyev (ur. 1918 we wsi Əsrik Cırdaxan w rejonie Tovuz, zm. 23 kwietnia 1945 w okolicy Berlina) – radziecki żołnierz pochodzenia azerskiego, starszyna, odznaczony pośmiertnie Złotą Gwiazdą Bohatera Związku Radzieckiego (1945).

## Życiorys
Urodził się w azerskiej rodzinie chłopskiej. Miał wykształcenie średnie, pracował jako nauczyciel w niepełnej szkole średniej. W 1944 został członkiem partii komunistycznej.
W 1939 został powołany do Armii Czerwonej, po ataku Niemiec na ZSRR brał udział w walkach. 2 października 1941 w walce pod Kalininem osobiście zabił ok. 30 niemieckich żołnierzy, pod Rżewem został ciężko ranny, na początku 1942 wrócił na front. W walkach pod Jelnią zabił osobiście 27 żołnierzy i oficerów przeciwnika, został ponownie ranny. Na front wrócił dopiero w 1944. Jako pomocnik dowódcy plutonu piechoty 487 pułku piechoty 143 Dywizji Piechoty 47 Armii 1 Frontu Białoruskiego w stopniu starszyny wyróżnił się w walkach na terytorium Niemiec w kwietniu 1945, zadając wrogowi duże straty, jednak sam zginął.

## Odznaczenia
- Złota Gwiazda Bohatera Związku Radzieckiego (pośmiertnie, 31 maja 1945)
- Order Lenina (pośmiertnie, 31 maja 1945)
- Order Bohdana Chmielnickiego III klasy
- Order Sławy III klasy

I medal.